# Gunnar Thoresen
Gunnar Nils Thoresen (Larvik, 21 de julio de 1920 – Larvik, 30 de septiembre de 2017) fue uno de los grandes futbolistas noruegos de la década de los 40 y 50. Como delantero, marcó 22 goles en 64 partidos con la selección noruega y participó en los Juegos Olímpicos de Helsinki 1952. Su última aparición con Noruega fue el 28 de junio de 1959, menos de un mes antes de su 39.º aniversario, convirtiéndose en el jugador más veterano en haber jugado con la selección.
A nivel de clubs, Thoresen hizo toda su carrera con Larvik Turn, debutando el 17 de mayo de 1937 contra Lisleby. No jugó durante cuatro temporadas (1941–1944) debido a la Segunda Guerra Mundial, pero rápidamente volvió a ser unos de los mejores jugadores cuando la liga retornó en 1945 y su debut internacional contra Dinamarca. 
Como integrante de Larvik Turn, Thoresen se convirtió en campeón de liga en las temporadas 1952–53, 1954–55 y 1955–56 y el título de pichichi en dos ocasiones. Marcó 91 goles en 116 partidos, una media de 0.78 por partido. Hizo su último partido con el Larvik Turn en 1962, habiendo marcado 425 goles en 472 partidos (incluidos amistosos). Eso lo hace le mayor goleador de la historia de Noruega. 
Thoresen es padre de Hallvar Thoresen, que también fue jugador internacional noruega y jugó profesionalmente en equipos como FC Twente y el PSV Eindhoven holandeses y es recordado como uno de los jugadores noruegos más conocidos de los 80. Gunnar defendió la selección en 64 partidos mientras que Hallvar lo hizo en 50 ocasiones, quedando por detrás de la combinación padre-hijo internacionales de Odd y Steffen Iversen que juntos sumaron 124 internacionalidades.

## Palmarés
Larvik Turn
- Eliteserien: 1952–53, 1954–55, 1955–56

Individual
- Pichichi de la Tippeligaen: 1952–53, 1953–54